# Дзержинского (Ленинградская область)
Посёлок Дзержи́нского — посёлок в Лужском районе Ленинградской области. Административный центр Дзержинского сельского поселения.

## История
Село Ропти на берегу Череменецкого озера упоминается в писцовых книгах Шелонской пятины 1581 года в Петровском погосте Новгородского уезда.
Сельцо Рапти было пожаловано в 1616 году царём Михаилом Фёдоровичем Григорию Афанасьевичу Базанину. Более 200 лет оно передавалось по наследству.
Усадьба и деревня Ропти, упоминаются на карте Санкт-Петербургской губернии Ф. Ф. Шуберта 1834 года.

РОПТИ — деревня принадлежит коллежскому советнику Базанину, число жителей по ревизии: 78. м. п., 71 ж. п. (1838 год)

В 1849 году имение приобрёл Александр Андреевич Половцов, и до 1917 года усадьба Рапти оставалась во владении семьи Половцовых.

РОПТА — деревня господина Половцова, по просёлочной дороге, число дворов — 16, число душ — 77 м. п. (1856 год)

РОПТИ — деревня, число жителей по X-ой ревизии 1857 года: 97 м. п., 88 ж. п. (из них дворовых людей — 27 м. п., 16 ж. п.)

В 1859 году согласно ревизским сказкам у А. А. Половцова «в услужении находилось 300 дворовых мужчин и женщин».

РОПТИ — деревня владельческая при озере Череменецком, число дворов — 17, число жителей: 70 м. п., 72 ж. п. (1862 год)

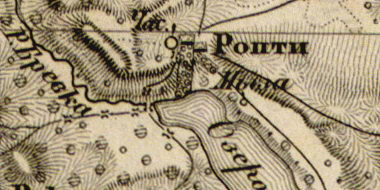
Деревни Рапти на карте 1863 года

Согласно данным «Исторического атласа Санкт-Петербургской Губернии» в 1863 году деревня и мыза назывались Ропти. В деревне действовала православная часовня.
В 1873 году временнообязанные крестьяне деревни Ропти выкупили свои земельные наделы у А. А. Половцева и стали собственниками земли.
Согласно подворной описи 1882 года:

РОПТИ — деревня Ропотского общества Кологородской волости

домов — 36, душевых наделов — 66, семей — 36, число жителей — 87 м. п., 76 ж. п.; разряд крестьян — собственники

Летом 1885 года в усадьбе гостил художник Иван Николаевич Крамской.
При сыне Александра Андреевича, Государственном секретаре Александре Александровиче Половцове в 1886—1892 годах построен усадебный комплекс в стиле регентства XVIII в. (проект И. А. Стефаница и Л. Х. Маршнера). От озера ко дворцу поднимались террасы с водными и зелёными партерами, были устроены каналы и мостики через них. Современники часто именовали усадьбу Рапти не иначе как «маленьким Версалем». На берегу Череменецкого озера находилась пристань, курсировал первый в Лужском уезде колёсный пароход, привезённый в Лугу из Санкт-Петербурга по железной дороге и спущенный на воду 14 мая 1889 года.
Согласно материалам по статистике народного хозяйства Лужского уезда 1891 года, мыза Ропти площадью 1823 десятины принадлежала действительному тайному советнику А. А. Половцеву, мыза была приобретена частями с 1878 по 1889 год за 29 450 рублей.
В XIX — начале XX века усадьба административно относилась к Кологородской волости 2-го земского участка 2-го стана Лужского уезда Санкт-Петербургской губернии.
По данным «Памятной книжки Санкт-Петербургской губернии» за 1905 год действительный тайный советник Александр Александрович Половцов, владел землями имения Ропти и селения Берег, общей площадью 2976 десятин, из них имение составляло 1859 десятин.
Согласно областным административным данным в 1917 году в усадьбе Рапти был организован одноимённый совхоз. До 1923 года он входил в состав Ропотского сельсовета Кологородской волости Лужского уезда, затем в состав Естомичского сельсовета.
В 1918 году усадьба Рапти была взята под государственную охрану, как памятник местного значения. Во дворце расположился санаторий для работников НКВД (поэтому деревня Рапти была позднее переименована в посёлок имени Дзержинского).

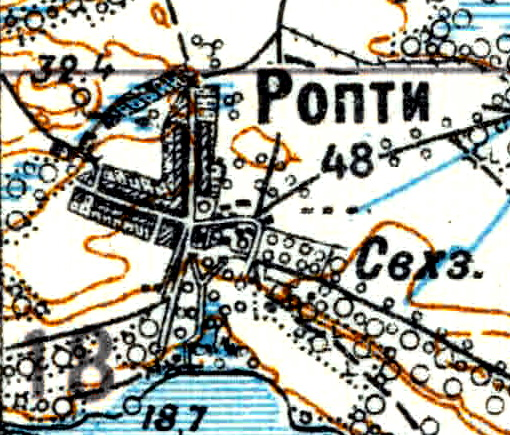
Деревня Ропти на карте 1926 года

Согласно топографической карте 1926 года деревня называлась Ропти и насчитывала 48 дворов. В деревне был организован совхоз.
По административным данным 1933 года деревня Рапти являлась административным центром Естомического сельсовета Лужского района, в который входили 6 населённых пунктов: деревни Бор, Естомичи, Раковичи, Рапти, Чеголи и посёлок Романщина, общей численностью населения 2003 человека.
По данным 1936 года в состав Естомического сельсовета с центром в деревне Рапти входили 7 населённых пунктов, 245 хозяйств и 6 колхозов.
В 1938 году население деревни составляло 650 человек.
1 января 1939 года совхоз Рапти был переименован в совхоз имени Дзержинского.
C 1 августа 1941 года по 31 января 1944 года деревня находилась в оккупации.
Дворец был взорван немцами в 1944 году во время отступления. После войны остатки усадьбы разобраны местными жителями на кирпич, парк пришёл в запустение.
По данным 1966 года деревня Рапти также входила в состав Естомического сельсовета и была его центром.
По данным 1973 года деревня была преобразована в посёлок Дзержинского, административный центр Дзержинского сельсовета, в который входили 10 населённых пунктов: деревни Бор, Естомичи, Романщина, Солнцев Берег, Чеголи, посёлки Дзержинского, Дом отдыха «Боровое», местечко Фазанник, железнодорожные казармы 9-й км и 14-й км.
По данным 1990 года посёлок Дзержинского являлся административным центром Дзержинского сельсовета, в который входили 7 населённых пунктов: деревни Бор, Естомичи, Романщина, Солнцев Берег, Чеголи и посёлки Дзержинского и Дом отдыха «Боровое», общей численностью населения 1615 человек. В самом посёлке Дзержинского проживали 1219 человек.
В 1997 году в посёлке Дзержинского Дзержинской волости проживали 1639 человек, в 2002 году — 1473 человека (русские — 91 %).
В 2007 году в посёлке Дзержинского Дзержинского СП проживали 1525 человек.

## География
Посёлок расположен в юго-восточной части района на автодороге 41К-667 (подъезд к совхозу им. Дзержинского), близ автодороги Р23 «Псков» (E 95, Санкт-Петербург — граница с Белоруссией).
Расстояние до районного центра — 7 км.
Расстояние до ближайшей железнодорожной станции Луга — 12 км.
Посёлок находится на северном берегу Череменецкого озера, через посёлок протекает река Ропотка.

## Демография
| 1838  | 1862 | 1938 | 1990  | 1997  | 2007  | 2010  |
| ----- | ---- | ---- | ----- | ----- | ----- | ----- |
| 149   | ↘142 | ↗650 | ↗1219 | ↗1639 | ↘1525 | ↘1494 |
| 2017  |      |      |       |       |       |       |
| ↗1551 |      |      |       |       |       |       |

## Достопримечательности
- Усадьба «Рапти»

## Фото

Остатки усадьбы «Рапти»
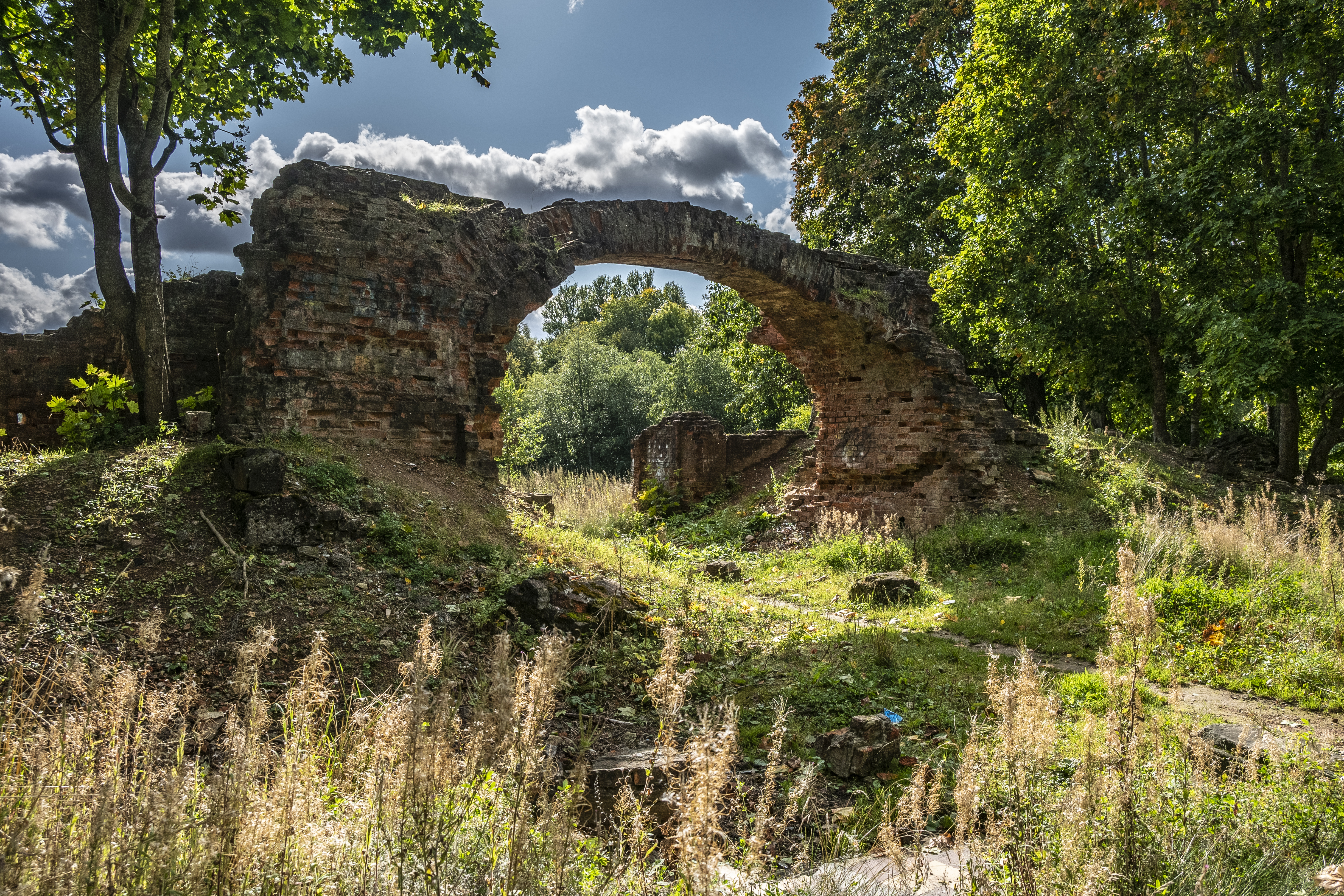
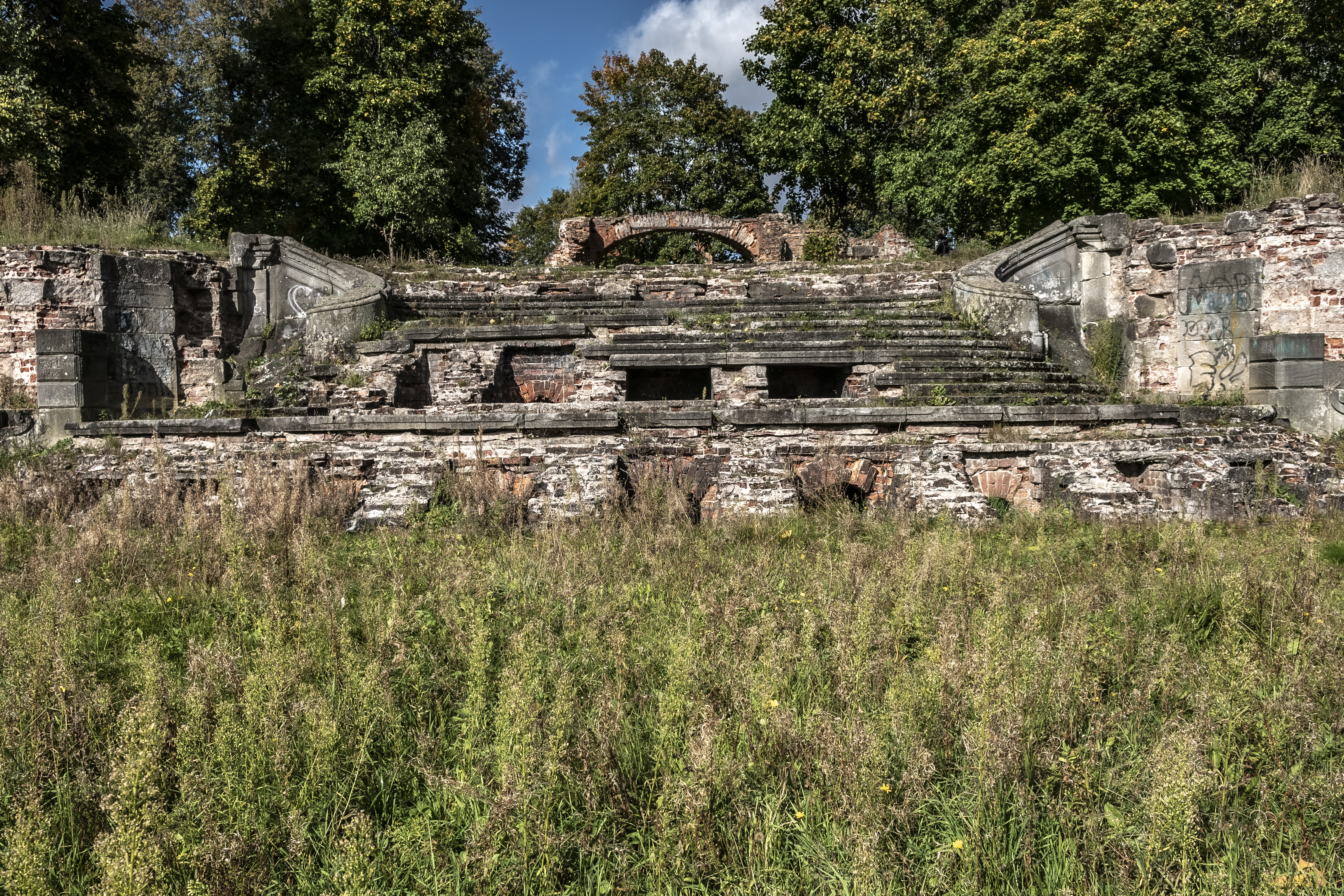
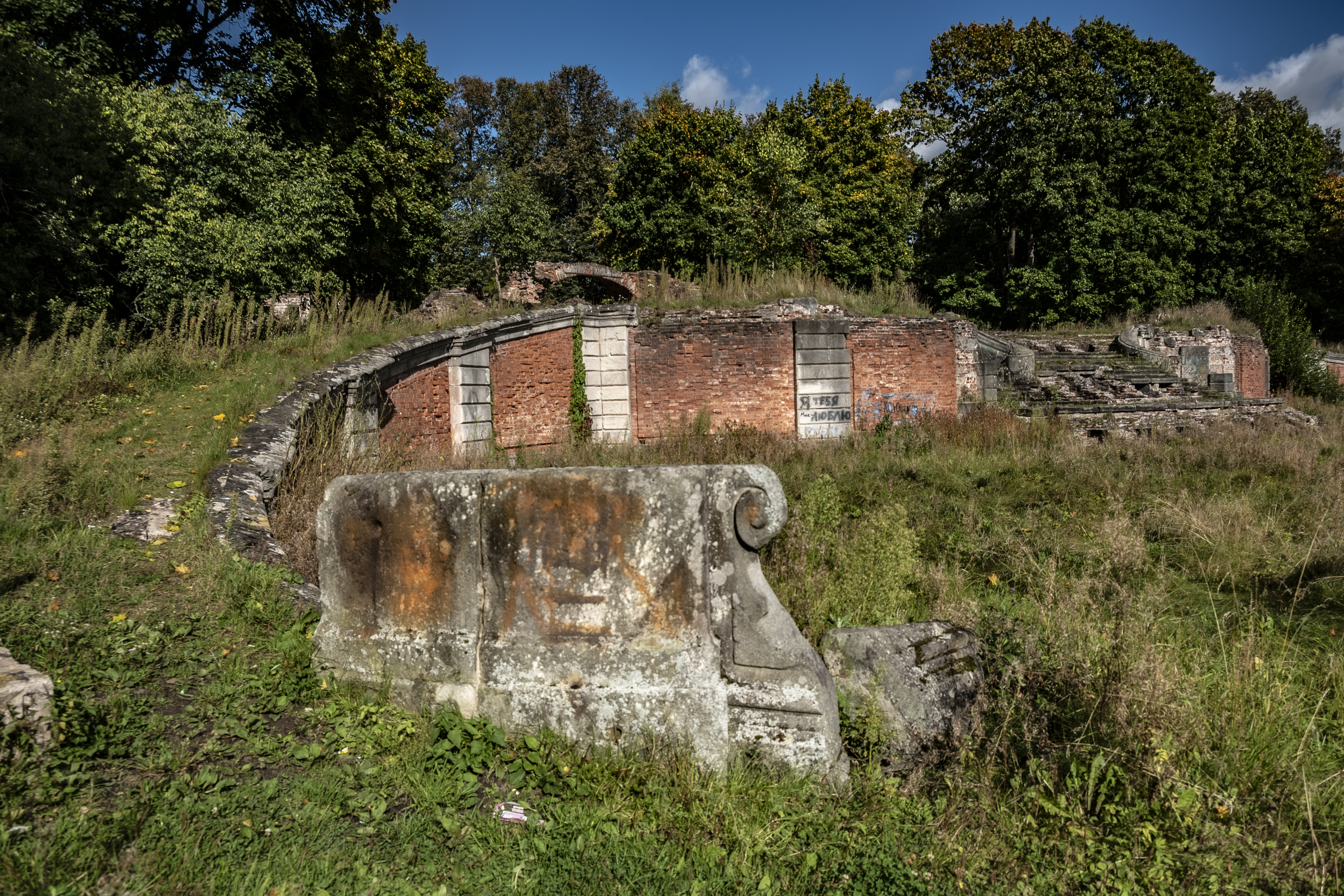

## Улицы
1-я Заречная, 2-я Заречная, Аграрная, Андрея Прищепы, Боровая, Вишнёвая, Дачный переулок, Дмитрия Волосникова, Заречная, Лесная, Липовая аллея, Лужская, Медовая, Новая, Озёрная, Октябрьский переулок, Парковая, Полевая, Садовая, Сосновая, Центральная, Череменецкая, Школьная, Энергетиков.

## Садоводства
Дзержинец, Рапти, Череменецкое.